# Betrayal at Krondor
Betrayal at Krondor — пошаговая ролевая игра, разработанная для платформы DOS компанией Dynamix и изданная Sierra Entertainment в 1993 году. Действие Betrayal at Krondor происходит в вымышленном фэнтезийном мире Мидкемии, созданном в романах Раймонда Фэйста.

## Сюжет
Игра построена в форме книги, включающей девять глав. Она начинается с того, что герои должны дойти с северной границы Королевства Островов до Крондора, чтобы передать весть о готовящемся вторжении темных эльфов. По мере того, как история развивается, герои обнаруживают, что это не самая главная проблема, грозящая миру. Последовательность глав и ключевые события в них предопределены, но в пределах каждой главы игрок имеет значительную свободу перемещения по миру Мидкемии.

## Игровой процесс
Игрок управляет партией из двух-трёх персонажей, включающих воинов и магов. Имена, отношения, классы персонажей определены сюжетом. Однако игрок может развивать их навыки в желаемом направлении. Перемещение партии по миру происходит в трёхмерном пространстве, с видом «от первого лица». Битвы происходят пошагово с видом «от третьего лица».

## Восприятие
Игра пользовалась значительным успехом у публики и критиков. Betrayal at Krondor получил премию как лучшая игра 1993 года от Computer Gaming World.

## Влияние
В 1998 году компанией Sierra Entertainment был выпущен сиквел, озаглавленный Return to Krondor. В конце 1998 года Раймонд Фэйст опубликовал новеллизацию игры, озаглавленную «Крондор: предательство».